# Брудзево (Великопольське воєводство)
Брудзево (пол. Brudzewo) — село в Польщі, у гміні Стшалково Слупецького повіту Великопольського воєводства.
Населення — 402 особи (2011).
У 1975-1998 роках село належало до Конінського воєводства.

## Демографія
Демографічна структура станом на 31 березня 2011 року:
|          | Загалом | Допрацездатний вік | Працездатний вік | Постпрацездатний вік |
| -------- | ------- | ------------------ | ---------------- | -------------------- |
| Чоловіки | 206     | 55                 | 134              | 17                   |
| Жінки    | 196     | 37                 | 122              | 37                   |
| Разом    | 402     | 92                 | 256              | 54                   |